# Mise en scène du pouvoir politique
 (janvier 2020).

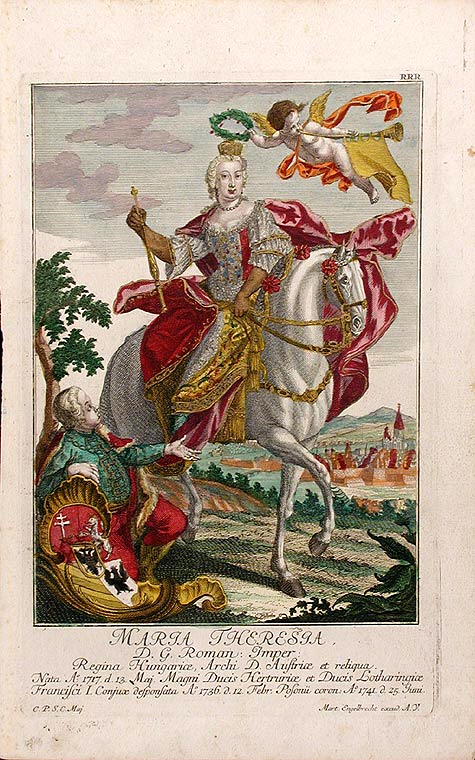
Marie-Thérèse d'Autriche : quand la gravure sert la mise en scène du pouvoir.

La mise en scène du pouvoir politique est la façon dont ses détenteurs donnent à voir la nature de ce pouvoir aux yeux de ceux qu'ils gouvernent, de leurs pairs ou leurs rivaux.
Il semble qu’assez vite le principe de l’affichage symbolique des différences se transforme en un exercice psychologique du pouvoir et l’autorité des hommes et femmes qui détiennent le pouvoir politique va être non seulement affichée, mais également dramatisée et mise en scène au travers d'une symbolique stéréotypée ou non.
En fonction des sociétés, de la conjoncture historique, ces mises en scène ont été destinées à impressionner, rassurer, mystifier, terrifier, ou simplement berner les spectateurs.
La mise en scène peut donc avoir une fonction heuristique, illustrant les différentes responsabilités du pouvoir aux yeux des sujets, promouvoir l'ethos de la personne publique ou au contraire jouer un rôle de désinformation analogue à celui de la propagande en insistant sur le pathos. Certaines mises en scène peuvent même être classées dans l'arsenal de propagande du pouvoir.
Ce souci de jouer sur l'apparence, à l'aide de techniques proches de celles du théâtre et du spectacle en général, existe dans de nombreux domaines du pouvoir, et dans toutes les formes de pouvoir politique.

## Mise en scène du pouvoir politique par lui-même

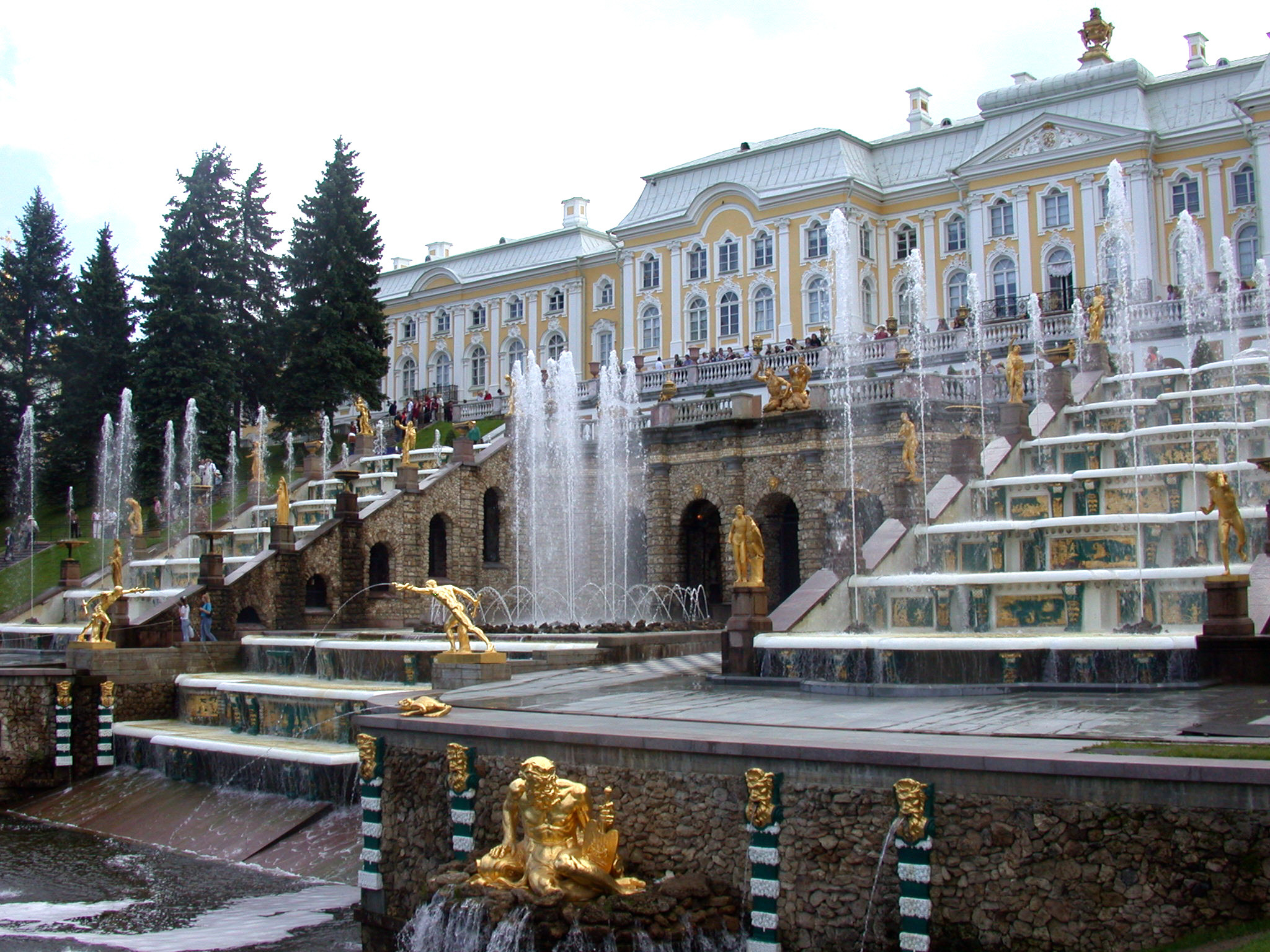
Cascade du palais Peterhof en Russie. Toute mise en scène implique un décor. Le palais est un des éléments clef du dispositif scénique royal ou impérial.

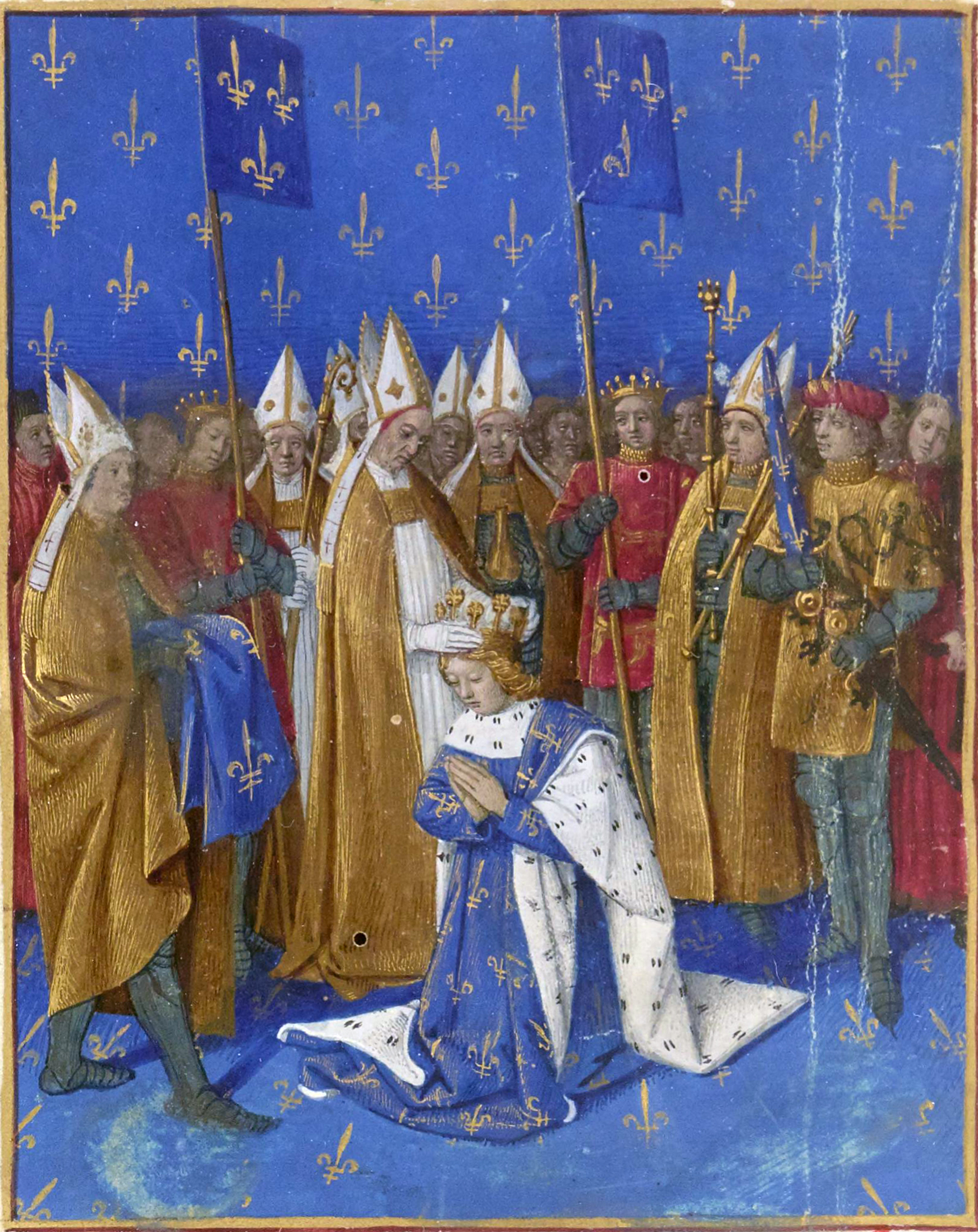
Sacre de Charles VI de France

On a trouvé dans les sépultures et dans les représentations (peintures et sculptures) des éléments (ornements, insignes) qui montrent que dans certaines sociétés on a assez tôt distingué les individus selon un système hiérarchique.
La mise en scène du pouvoir varie selon sa nature et l'image que le gouvernant cherche à donner de ses rapports avec les gouvernés. Le pouvoir monarchique magnifiera la figure du souverain, le pouvoir républicain veillera à respecter, dans la forme sinon dans le fond, les aspirations égalitaires des citoyens. Le pouvoir peut donc jouer la carte de la proximité ou de la distance, descendre dans la rue où vivre au secret derrière les murs d'un palais, multiplier les apparitions ou les laisser délibérément rares.
Le problème de la légitimité du pouvoir va également influencer sa théâtralisation. Le pouvoir héréditaire n'a pas à se soucier de convaincre de sa légitimité, mais de la prouver (d'où les célébrations associées à la naissance d'un héritier, alors que les élus passent par une phase de persuasion (campagne électorale) au cours de laquelle ils doivent démontrer les qualités qui les rendent aptes à gouverner. Certaines mises en scène appartiennent donc en propre à l'un ou l'autre pouvoir : le sacre à la monarchie héréditaire, la campagne électorale aux systèmes électifs. Par contre, d'autres manifestations leur sont communes, comme les commémorations.

### Monarchies

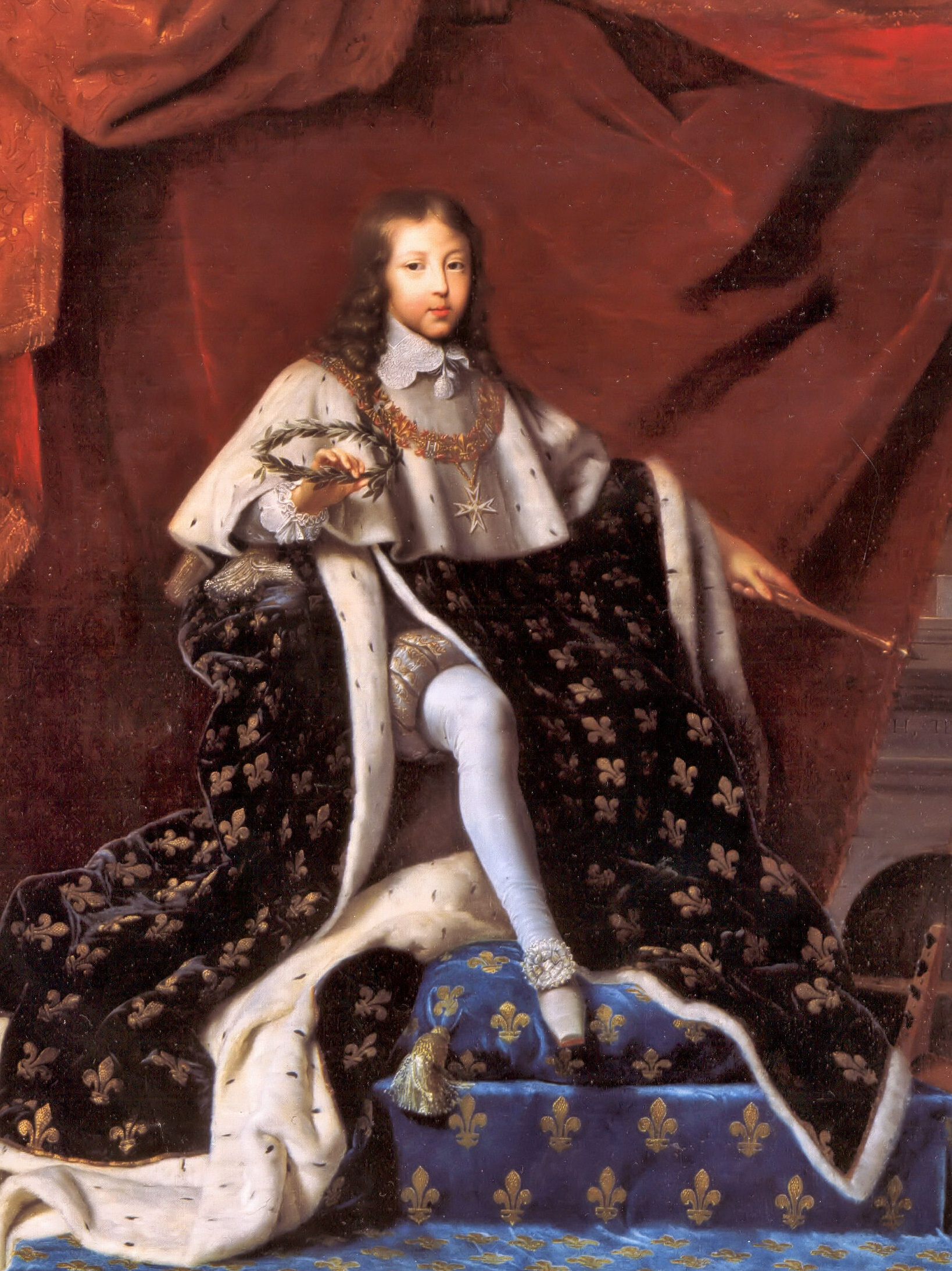
Louis se présente en costume de sacre en 1648, stratégie face à La Fronde

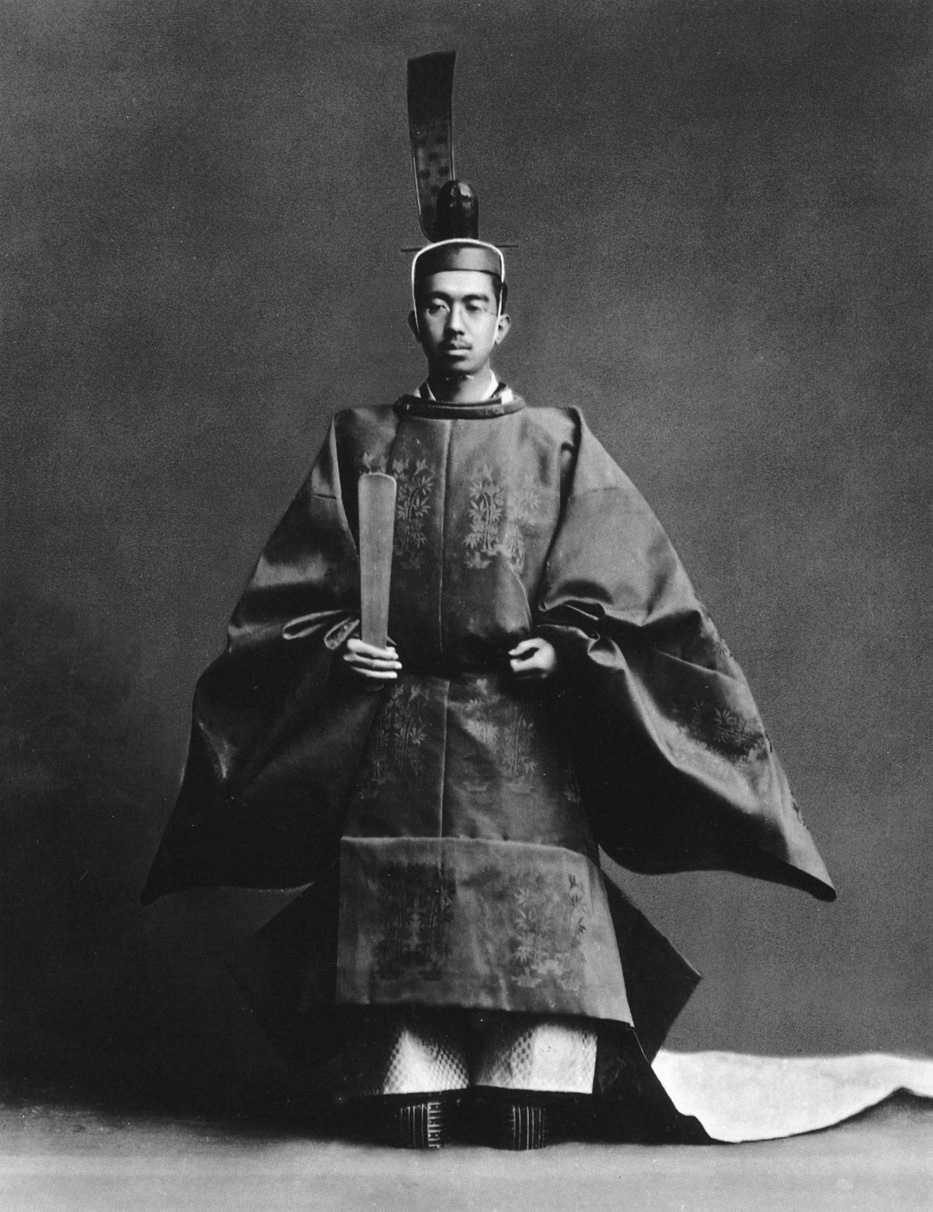
Hirohito, Empereur du Japon pendant l'ère Showa en tenue de grand-prêtre du Shinto d'État

Dans certaines sociétés, la mise en scène du pouvoir se fige dans des rituels. Le souverain hérite d'une tradition plus ou moins contraignante, des regalia et de rôles stéréotypés qu'il doit ou peut assumer lorsqu'il accède au pouvoir. « Les rois », aurait déclaré madame Roland à propos de Louis XVI, « sont élevés dès l'enfance à la représentation[source insuffisante]. » 
- Le monarque-pontife suprême : en Égypte par exemple, le pharaon, chef politique et religieux, se présente au public avec les attributs qui dramatisent ses fonctions et ses pouvoirs. Les statues monumentales insistent sur la différence de nature entre le roi et les hommes sur lesquels il règne, illustrant la légitimité divine de son pouvoir.
- Le monarque-chef de guerre : les chefs de guerre sont présentés comme des héros dans le feu de l'action ou des triomphateurs, par exemple dans les Triomphes romains. Lorsqu'Alexandre le Grand prend le costume des Perses qu'il vient de vaincre, ses soldats critiquent ouvertement le caractère efféminé du costume perse, indigne selon eux du rôle viril que doit jouer le chef guerrier des Grecs. La statuaire montre volontiers le héros à cheval (statue équestre) et ce jusqu'à une date tardive, même si les souverains ne participent plus activement aux batailles.
- Le monarque-juge ou sage : le prototype en est Salomon, le contre-exemple Midas et ses oreilles d'âne dans les multiples représentations de la calomnie d'Apelle[5]. L'histoire française garde de Saint Louis l'image du sage rendant la justice sous un chêne. Le rituel du lit de justice perpétue cet aspect de la fonction royale[3].
- Le roi thaumaturge : le monarque de droit divin doit sans cesse faire la preuve de sa légitimité en imposant les mains sur des malades qu'il est censé guérir par ce simple contact. On peut y voir une illustration du lien privilégié avec le principe divin. Mais visiter les malades est aussi un des devoirs de la Charité chrétienne.
- Le monarque père de ses sujets : l'apparition publique du souverain peut être destinée à rassurer les sujets; c'est ainsi que Charles IX, à l'instigation de sa mère Catherine de Médicis, entreprend un grand tour de France, ponctué de fêtes, de cérémonies et d'entrées royales. La personne du roi et de son entourage incarne l'autorité bienveillante qui met fin aux querelles et ramène la paix ; elle est utilisée ainsi dans Roméo et Juliette (tragédie de la fin du XVIe siècle, de William Shakespeare), le personnage du duc apparaissant sur scène pour ramener la paix civile entre les familles antagonistes des personnages principaux.

Au Moyen Âge, les souverains du royaume d'Aragon sont sacrés au cours d'une cérémonie qui met en scène le paradis et les anges, dans le but de matérialiser le lien entre le monarque et Dieu.
Dès le XVe siècle, la vie personnelle du souverain tend à se confondre avec celle de la chose publique : naissance royale, mariage, obsèques, donnent lieu à des cérémonies joyeuses ou graves où se déploie tout l'art des autorités civiles et religieuses pour matérialiser la relation entre le pouvoir et les sujets, ceux-ci devant acteurs du spectacle et renvoyant donc au pouvoir l'image idéale qu'ils s'en font. Le refus de la publicité est d'ailleurs souvent mal perçu. La grande discrétion de Louis XI, qui contraste avec le faste avec lequel la cour de Bourgogne se met en scène à la même époque, alimente toutes sortes de rumeurs.[réf. nécessaire]

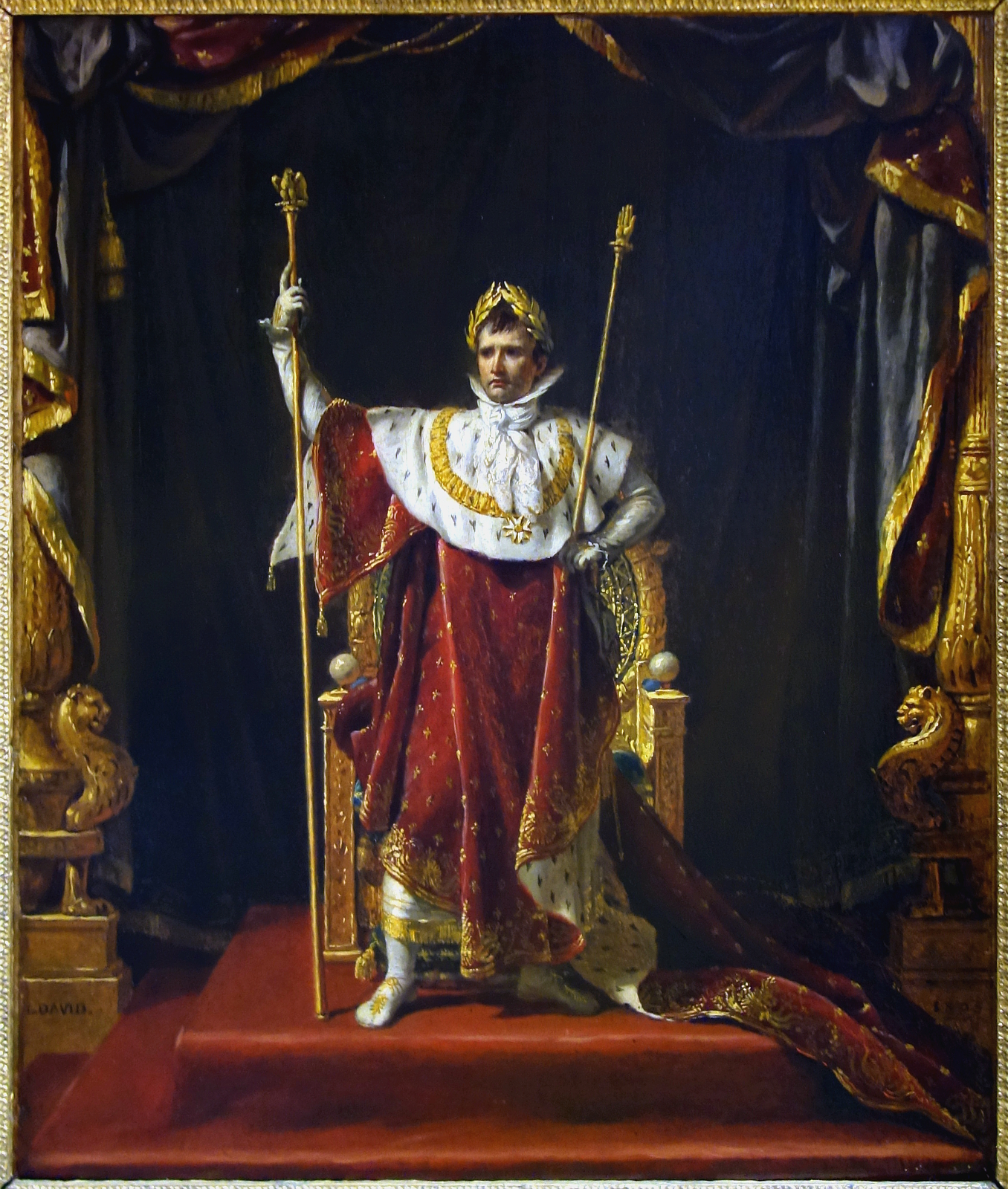
Projet de mise en scène du sacre.

Il existe une grande marge de manœuvre qui permet à chaque souverain de forger sa propre image. Louis XIV, par exemple, Roi Soleil, est à l'origine d'une théâtralisation très poussée et très personnelle de la figure royale qui servira de modèle à toutes les monarchies européennes, y compris au niveau du décor souvent imité du Château de Versailles. Il disposait d'une équipe d'artistes chargés de « construire l'image du roi, [...] assurer sa mise en scène, concevoir le théâtre sur lequel il allait se produire, pour des spectateurs qui étaient les contemporains et davantage peut-être, les générations futures ».
La monarchie espagnole, plus tournée vers ses colonies que la monarchie française qui veut s'imposer en Europe, développe une image plus sacralisée que politique du pouvoir royal. 
- Les rois bourgeois : avec la reine Victoria Ire du Royaume-Uni, Louis-Philippe Ier, le roi citoyen, la monarchie cherche à donner d’elle-même une image bourgeoise et familiale qui la rapproche du peuple dont elle professe partager les épreuves quotidiennes (soucis de famille), ou à laquelle elle veut donner l’exemple à suivre. On assiste à une ouverture timide et soigneusement mise en scène de la sphère privée à l’attention publique.
- Les princes d'opérette : paradoxalement, plus les souverains voient leurs pouvoirs s'amenuiser, et plus grand redevient l'engouement pour certaines mises en scène : les mises en scène stéréotypées de la royauté (notamment britannique, avec le couronnement d'Élisabeth II et le mariage du prince Charles et de Diana Spencer), retransmises par les caméras de tous les pays du monde, attirent des millions de spectateurs. Il n'est pas surprenant de constater qu'une des princesses les plus convaincantes dans son rôle sera l'actrice américaine Grace Kelly, épouse de Rainier III de Monaco. La reine Élisabeth II est souvent citée pour la rigueur extrême avec laquelle elle a su distinguer sa fonction de sa personne. D'autres monarques européens, comme le roi des Belges Baudouin, cultiveront une simplicité proche de celle de l'idéal républicain.

### République

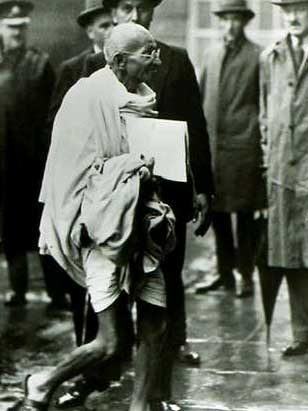
Gandhi allant plaider la cause de l'Inde au siège du gouvernement de l'Empire britannique.

#### Idéal de simplicité
Au XXe siècle, un des exemples les plus extrêmes de cette simplicité égalitariste se développera avec le Mahatma Gandhi. Celui-ci va développer des dispositifs à la fois originaux (Gandhi au rouet) et traditionnels (la dhoti, le bâton de pèlerin) aussi facilement interprétables par ses concitoyens lorsqu'il arpente l'Inde à pied, que spectaculaires pour les Britanniques lorsqu'il vient plaider sa cause en 1931. La figure ascétique de Gandhi est une tentative extrême pour faire coïncider la réalité et l'idéal de l'homme de pouvoir au service du peuple telle qu'il souhaite l'incarner.
La laïcisation du pouvoir républicain dans certains pays européens donnera lieu à une récupération ou un remplacement des symboles religieux par des symboles laïques. La question des limites de la mise en scène laïque du pouvoir demeure épineuse au début du XXIe siècle.
Dans les démocraties, les campagnes électorales sont un moment de haute visibilité pour les candidats au pouvoir. Elles ont toujours fait l'objet de mises en scène du candidat. Élu in absentia consul, Marius prend soin lors de ses passages à Rome de se faire voir en triomphateur et d'afficher la faveur dont il prétend jouir auprès des Dieux. Charles Dickens caricature dès le XIXe siècle des rituels (serrer la main des électeurs, embrasser les enfants) encore courants aujourd'hui.
Récemment, les campagnes électorales ont vu l'entrée de conseillers en communication voire de publicitaires (on a pu parler à leur sujet de marketing politique) dans l'équipe des hommes et des femmes politiques).

#### Dictatures
Certaines républiques vont s'éloigner de ces idéaux et se transformer en oligarchies dictatoriales, avec un parti unique et un chef, charismatique ou non, au profil de sauveur ou d'homme providentiel. On assiste alors à un véritable culte de la personnalité, avec la multiplication des images du sauveur tantôt en père de la nation, tantôt en héros salvateur. C'est l'image que le dictateur Idi Amin Dada essaie de fixer dans l'esprit de ses sujets et de l'opinion internationale lors d'une mise en scène de triomphe qui inverse les rôles colonisateur/colonisé en 1975. Paradoxalement, ces régimes totalitaires, en même temps qu'ils multiplient les images de propagande, vont parfois occulter la véritable figure du pouvoir, au point par exemple que des rumeurs circuleront sur la mort de Léonid Brejnev et son remplacement par un sosie lors des cérémonies officielles.[réf. nécessaire]
Afin d'empêcher toute faille dans le contrôle des mises en scène officielles, il s'opère un renversement de situation. Le sujet, de spectateur, devient à son tour objet de surveillance. Les services secrets, tout-puissants, mais invisibles, construisent par leur absence de la scène politique une image d'eux-mêmes encore plus terrifiante puisqu'elle s'adresse aux peurs imaginaires des sujets. Cela donne la figure de Big Brother décrite par George Orwell dans son roman 1984.[réf. nécessaire]

#### Pouvoir occulte
Le terme existait bien avant ces nouveaux dispositifs de surveillance. Il s'applique à des figures cachées du pouvoir, travaillant dans l'ombre, par exemple une éminence grise. Ces forces occultes peuvent avoir une existence réelle ou être le produit d'une campagne de désinformation.
Selon Michel Foucault, après la chute de la monarchie on assiste à un revirement fondamental de la façon dont le pouvoir se manifeste au peuple qu'il assujettit. Jusqu'alors incroyablement visible à tous, le pouvoir central s'efface très bientôt derrière l'architecture des institutions qu'il sécrète de telle sorte que son caractère insaisissable fait penser qu'il est présent partout et tout le temps même lorsqu'en fait il est absent ou faible. Dans Surveiller et punir, le philosophe français donne l'exemple de l'engouement pour les plans panoptiques que connaissent les bâtisseurs de prisons au début du XIXe siècle pour souligner l'importance nouvelle de la rationalisation de la surveillance sur le contrôle de la délinquance, par exemple.
Ces forces occultes travaillent donc dans les coulisses du théâtre politique, et les élus sont parfois décrits comme les marionnettes dont elles tirent les ficelles (ou les pions qu'elles déplacent sur l'échiquier politique). Aux États-Unis, l'ampleur du pouvoir derrière le trône représenté par le dynamisme de Karl Rove, qui s'est chargé avec brio de la réélection du président Bush, est perceptible à travers l'attention médiatique donnée à l'affaire Plame. Le succès d'une série télévisée comme À la Maison-Blanche (1999-2006), qui prétend dévoiler le pouvoir présidentiel américain dans ses aspects les plus intimes, reflète l'intérêt du public pour l'envers du décor auquel il ne peut avoir accès au quotidien.

### Révolutions
Lors de la Révolution anglaise, les roundheads donnent une image austère du commonwealth puritain par la simplicité de leur mise : ils se rasent les cheveux et portent des vêtements sombres pour marquer leur différence avec les cavaliers, représentants d'une aristocratie catholique prodigue, aux cheveux longs et vêtements voyants. Ceux-ci vont alors exagérer les extravagances qu'on leur reproche (cheveux longs et bouclés, dentelles, chapeaux empanachés).
Il s'agit là une opposition qui s'inspire des représentations stéréotypées de l'antiquité opposant la république (commonwealth) frugale des débuts et la Rome de la décadence. L'exécution publique de Charles Ier se présente dans l'esprit des révolutionnaires comme le dernier acte d'une tragédie nationale qui voit la chute de l'orgueilleuse monarchie.

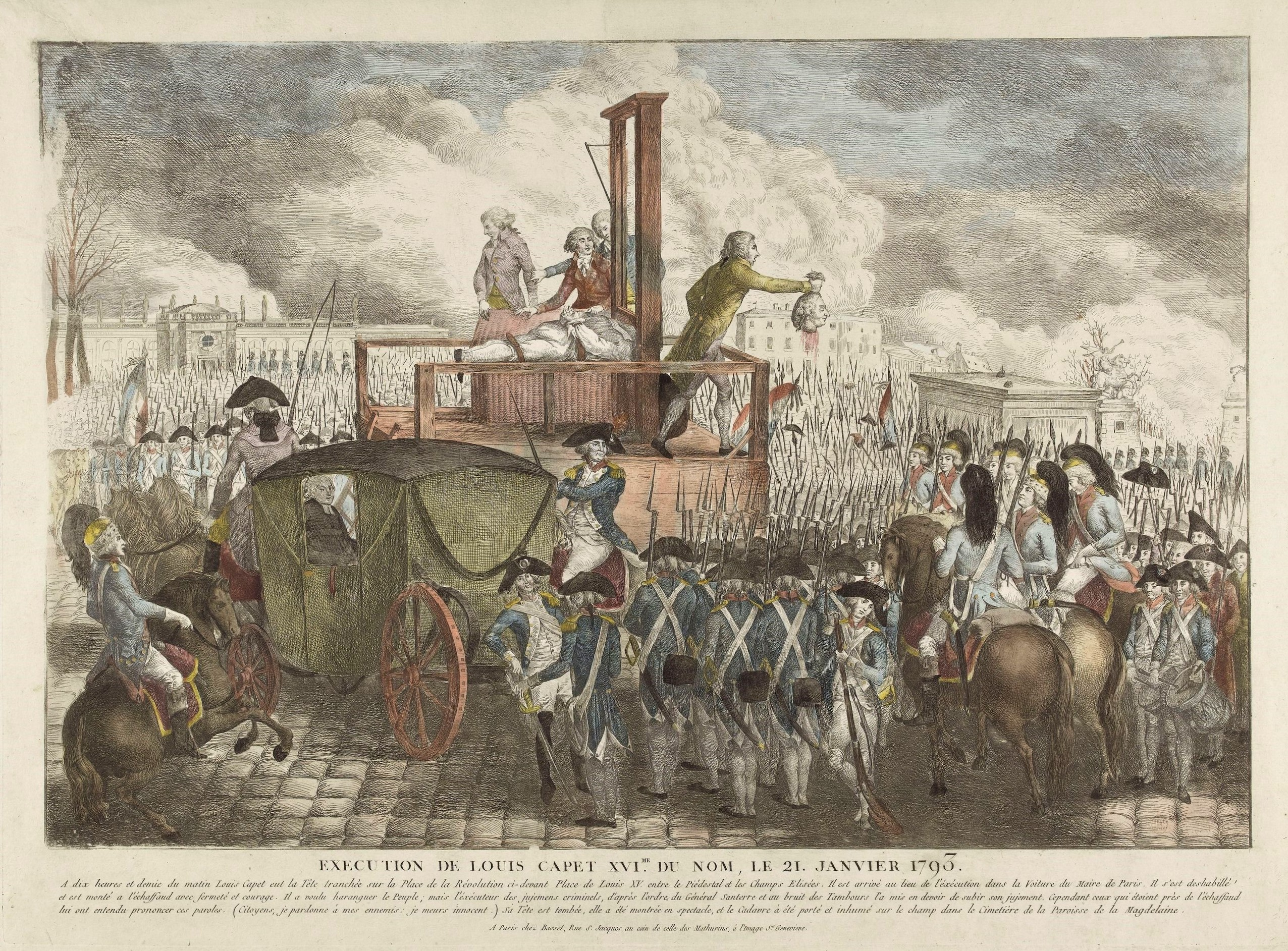
Exécution publique de Louis XVI.

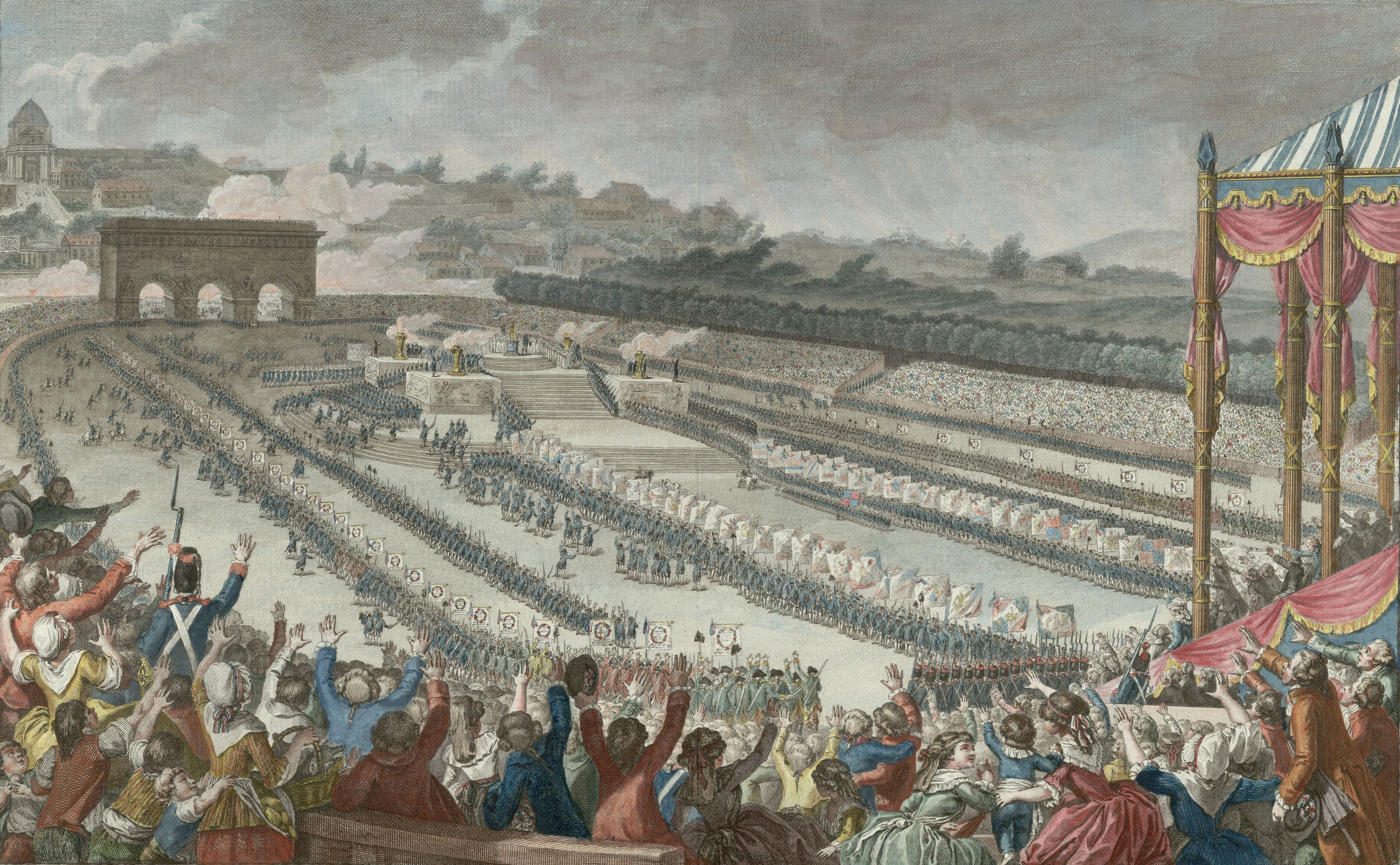
Fête de la Fédération, champ-de-Mars, 14 juillet 1790, (Premier grand spectacle de la République française)

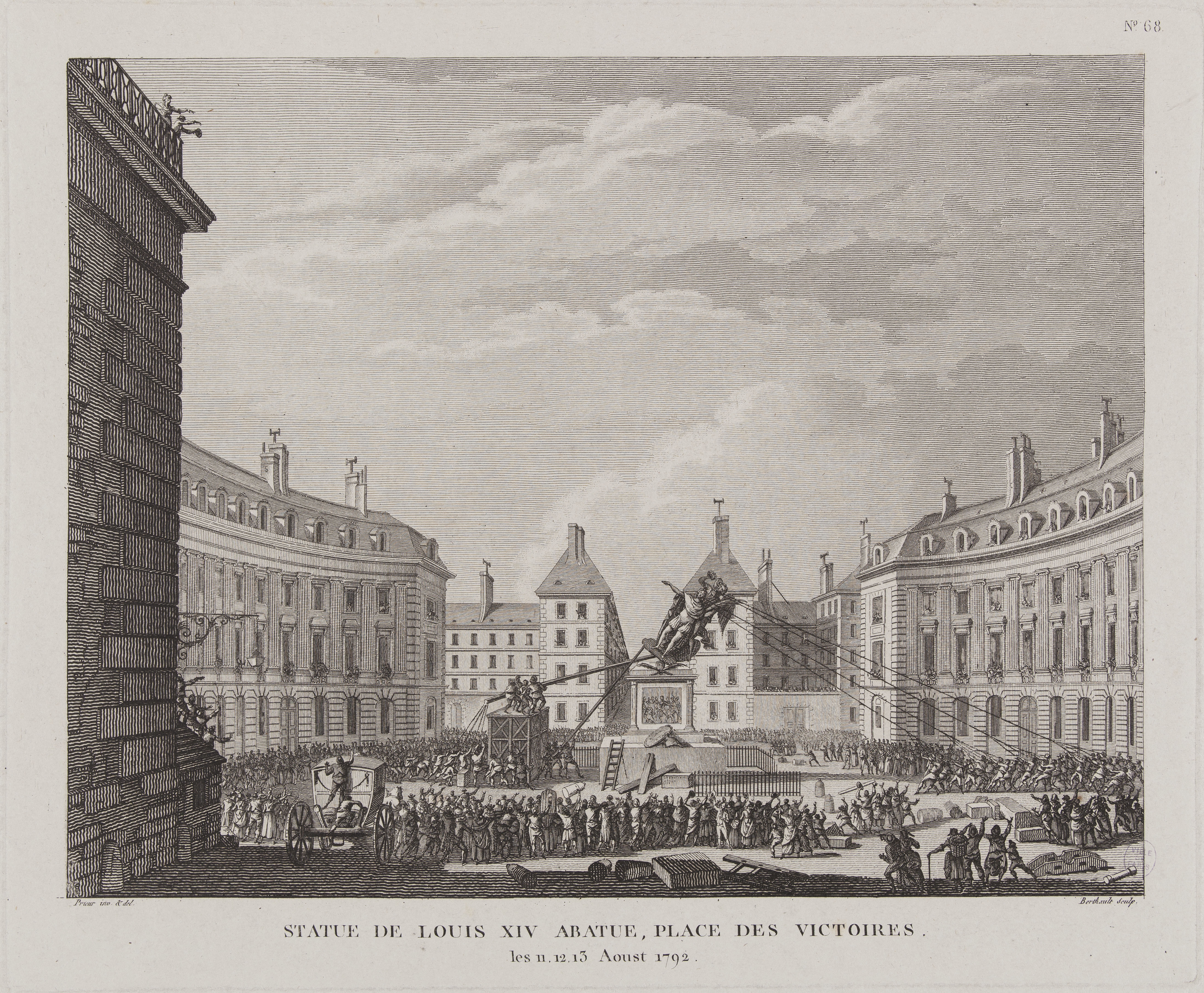
Renversement de la statue de Louis XIV le 13 août 1793.

La Révolution française va elle aussi puiser son inspiration dans l'histoire antique, coiffures à la Titus, bonnets phrygiens. L'abandon de la perruque et de la culotte aristocratiques signalent la démocratisation du pouvoir. On républicanise les places royales : la place Louis-XV devient place de la Révolution et on y dresse la guillotine pour Louis XVI. Les exécutions capitales s'intègrent ainsi à la mise en scène du pouvoir révolutionnaire. L'Europe tout entière (et en particulier les monarques étrangers) en prend connaissance grâce à la gravure, notamment au moment du régicide de Louis XVI (cf. supra) ou de l'exécution de Marie-Antoinette.
Un des soucis du nouveau pouvoir sera d'organiser des fêtes, dont le peintre David est le maître d'œuvre. Le Directoire poursuivra cette politique. La « Fête des arts » des 9 et 10 thermidor an VI célébra les trophées rapportés d'Italie par l'armée de la République commandée par Bonaparte : dix chars, escortés par tout ce que Paris comptait de professeurs, d'étudiants et de personnalités du monde des arts et de la culture défilèrent dans la capitale. La fête se termina par le couronnement du buste de Brutus, icône du républicanisme et de la lutte contre la tyrannie.
Dans ces périodes révolutionnaires, la destruction des monuments et en particulier des statues remet sans cesse en scène la chute du pouvoir dont la révolution a triomphé.
À Cuba, Fidel Castro porte depuis des années les insignes (tenue de combat et barbe hirsute) du maquisard. Cette mise en scène justifie sa présence continue au pouvoir en promouvant l'image d'un résistant qui attend la victoire pour laisser la démocratie s'installer dans son pays.

## Si tu veux la paix, prépare la guerre

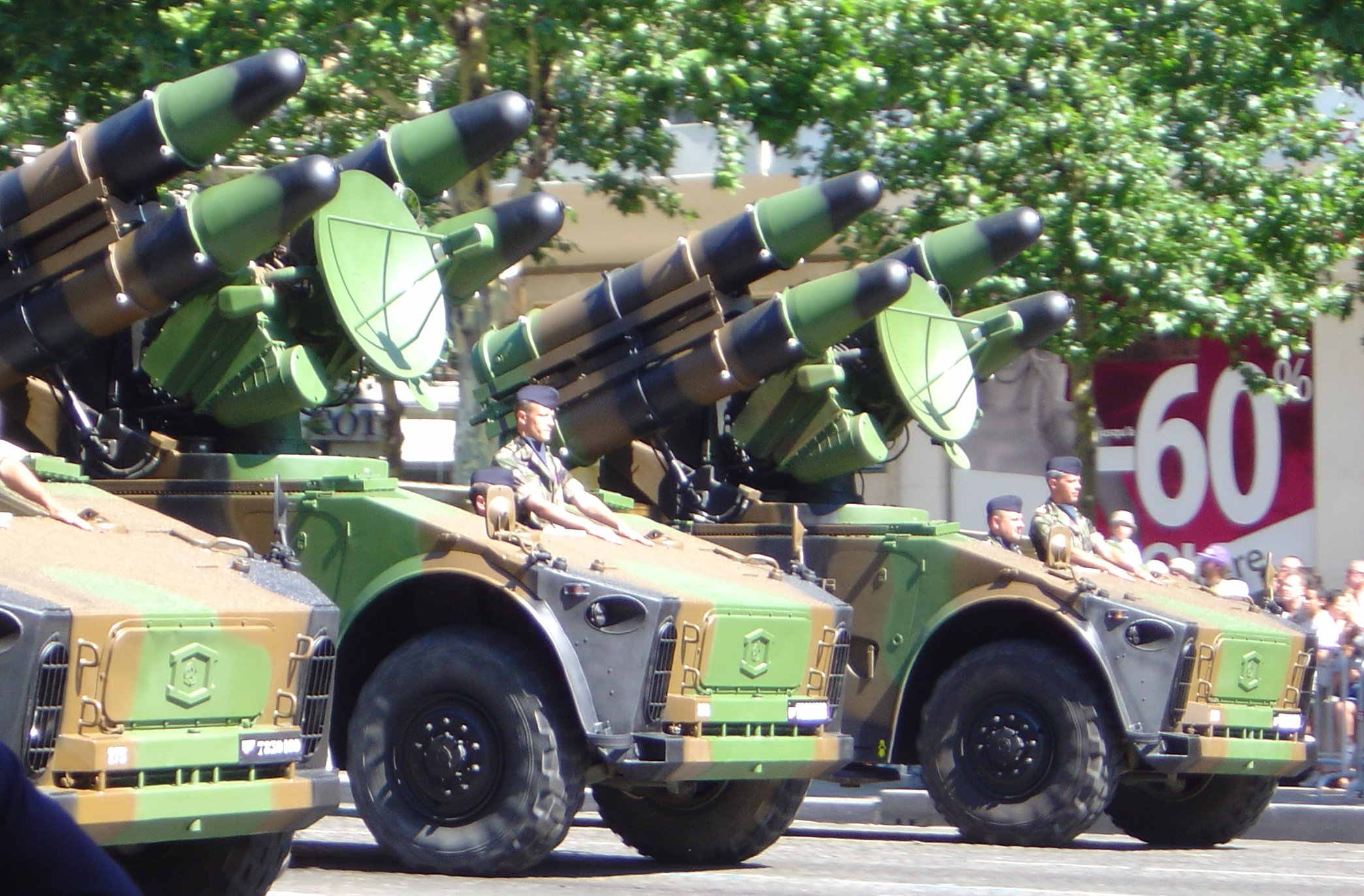
défilé du 14 juillet 2003, France.

Après la Seconde Guerre mondiale, la surenchère nucléaire a joué un grand rôle dans ce que l'on a appelé l'« équilibre de la terreur ». Les défilés militaires sur la place Rouge, à Moscou, étaient des mises en scène destinées à la fois aux soviétiques et aux observateurs étrangers. Elles ont été analysées avec beaucoup d'attention par les experts occidentaux qui cherchaient notamment à distinguer la hiérarchie des figures de pouvoir dans la tribune.

## Évolution des dispositifs
- Cérémonies civiles et religieuses
- Le théâtre
- La rhétorique
- La sculpture (statues, médailles, bas-reliefs)

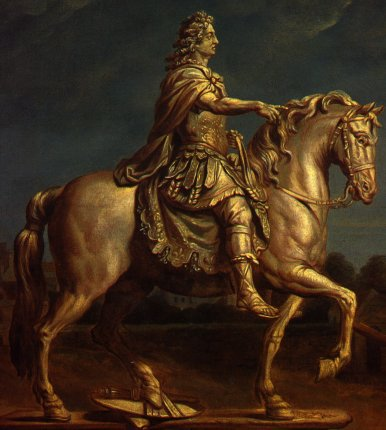
Louis XIV en empereur romain

- L'architecture tant pour évoquer la somptuosité, la grâce ou l'innovation, que pour écraser le spectateur par la grandeur du décor (quel Président de la République française n'a pas voulu marquer Paris de "son" bâtiment imposant et prestigieux ?)[15].
- La peinture (fresques, décoration d'édifices publics, musées et galeries publiques)
- La scénographie Architectures temporaires, mises en scène des Entrées Royales, des fêtes, tournois, joutes
- La gravure (feuilles volantes, pamphlets, chansons, almanachs, livres, premiers périodiques). La gravure sert à la fois de support des représentations du pouvoir[16] et de source d'inspiration. Les livres d'emblèmes, l’Iconologie illustrée de Cesare Ripa seront des sources importantes pour les mises en scène des fêtes et cérémonies publiques[17]. La gravure a permis une diffusion plus large des représentations du pouvoir en étant accessible à un public peu fortuné, et en s'exportant facilement à l'étranger [18].
- La photographie et la presse
- Le cinéma (images d'actualité en première partie de séance, films politiques)
- La télévision (les actualités télévisées, les reportages, les débats, les discours, les fictions à caractère politique, les émissions caricaturales Le Bébête show, Les Guignols de l'info)
- Internet (reprise de tous les autres médias, blogs)

La mise en scène du pouvoir a évolué avec l'évolution des moyens de représentation et leur contamination réciproque. Le théâtre va influencer la vie publique. 
Les ambassadeurs étrangers qui fréquentent les cours ou les gouvernements européens sont les spectateurs privilégiés de ces mises en scène et se font l'écho de manifestations dont la notoriété traverse rapidement les frontières. Les correspondances entre centres de pouvoir jouent alors une partie du rôle assumé aujourd'hui par les médias, d'où l'importance pour le pouvoir de pouvoir intercepter ces courriers. Mais plus les moyens de communication se diversifient, et plus ils échappent au contrôle du pouvoir. De tous temps la rumeur avait été l'ennemie redoutée de l'ethos politique. Or, l'apparition de la gravure puis très rapidement de l'imprimerie, vont s'en faire l'instrument. Ces deux innovations permettent la diffusion des images et des textes officiels, mais aussi des caricatures et des attaques infamantes. Malgré les efforts de la censure officielle, Henri III de Valois et la reine Marie-Antoinette en seront des victimes notoires.
La photographie, en remplaçant la gravure dans les journaux, va devenir elle aussi une menace pour l'image du pouvoir, ce qui conduira à l'emploi de la retouche photographique pour éliminer les détails non conformes à l'esprit de la mise en scène recherchée. Les propagandistes staliniens s'en feront une spécialité. Il en sera bientôt de même avec le cinéma, puis la télévision. Certains hommes politiques sauront habilement tirer parti de ces nouveaux médias, comme en France le général de Gaulle, usant régulièrement des conférences de presse. Les archives de la télévision contiennent ainsi des images où des hommes politiques incarnent pour toujours un moment de l'histoire, comme la réconciliation franco-allemande symbolisée par François Mitterrand et Helmut Kohl main dans la main à Douaumont.
Aujourd'hui, la technologie permet à n'importe qui de filmer à son insu toute personnalité ou autre citoyen ordinaire. Ces images peuvent être retouchées, transformées, montées et diffusées ensuite par internet. Ceci amène les politiques à s'emparer à leur tour de ces nouvelles technologies (blogs par exemple) et d'employer des professionnels de la communication. En France, Nicolas Sarkozy fut conseillé par Thierry Saussez, comme le fut en son temps François Mitterrand par Jacques Séguéla.

## Réflexions des artistes et des philosophes

### De la Renaissance à la Révolution
Connue surtout en référence à l'œuvre de Thomas More, l'utopie devient vite un genre populaire. Les auteurs ont à cœur de décrire des mises en scène du pouvoir politique qui servent à édifier et instruire plutôt qu'à manipuler. Ce sera le cas de Tommaso Campanella dans sa Cité du Soleil.

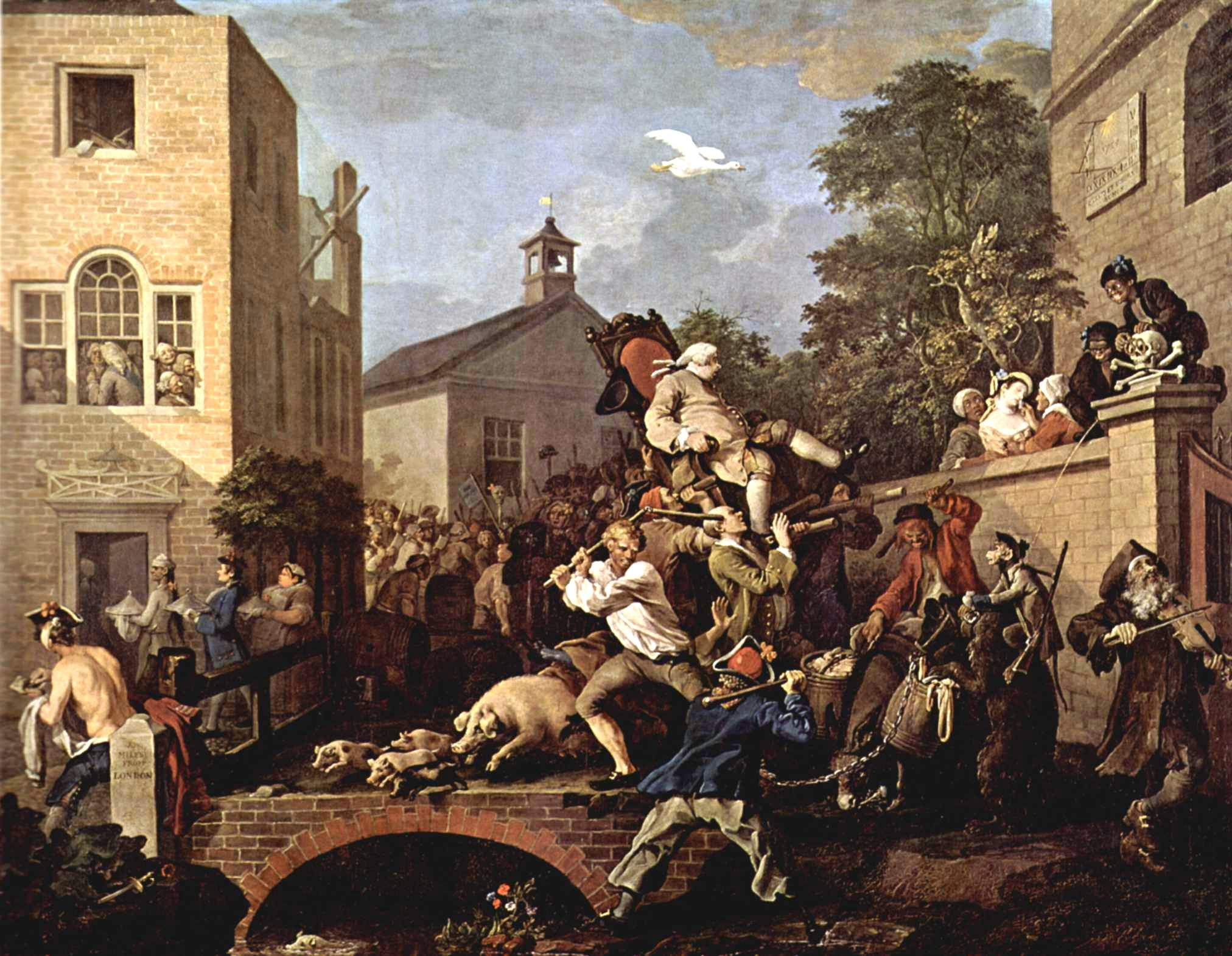
Les élections vues par le satiriste William Hogarth.

Le théâtre, en choisissant ses héros parmi les personnages historiques exemplaires (en bien ou en mal), peut se permettre de commenter les différentes mises en scène du pouvoir politique sans craindre la censure, puisque ce n'est jamais l'auteur qui est supposé parler. Le théâtre Français du XVIIe siècle ne s'en privera pas. Dans Britannicus, Racine fait dénoncer les abus de la mise en scène politique lorsqu'elle a pour objectif d'occulter un pouvoir tyrannique et corrompu.
Dans son Dictionnaire philosophique portatif, Voltaire rédige un article intitulé « Cérémonies, titres, prééminence ». Pour lui il s'agit de dispositifs destinés à matérialiser la hiérarchie sociale et les relations de dépendance des petits vis-à-vis des puissants. La multiplication des cérémonies est un moyen de verrouiller les classes sociales : « Plus un peuple est libre, moins il a de cérémonies, moins de titres fastueux, moins de démonstrations d’anéantissement devant son supérieur ». À la veille de la Révolution française, ces critiques sont si courantes qu'une comédie comme Le Mariage de Figaro est immédiatement déchiffrée comme une dénonciation des travers cachés de l'aristocratie (libertinage) et de la survivance de pratiques féodales. La pièce, écrite en 1778, sera censurée jusqu'en 1784.

### XXesiècle
Orwell poursuit la satire subversive de la mise en scène liée à l'établissement d'une dictature, montrant dans La Ferme des animaux avec des personnages animaux anthropomorphiques le dévoiement des principes ainsi que la mise en place d'un régime de terreur sur les consciences (les chiots dobermann du cochon Napoléon, élevés en vase clos). Le roman fut adapté en dessin animé puis en film.
Le thème de l'apparence et de la substance du pouvoir préoccupe les esprits pendant la guerre de 1939-45 et ensuite la guerre froide au point qu'il apparaît même dans des films tels que The wizzard of Oz (Le Magicien d'Oz) destiné à un public juvénile, et que Oz devient un motif récurrent des films ou téléfilms qui s'interrogent sur la question de l'écart entre le projet et sa mise en œuvre (Zardoz, Oz).
Le développement de la sociologie, de l'anthropologie ou de l'ethnologie contribuent à introduire un distance critique entre les rituels sociaux et leurs destinataires. Platon avait qualifié la démocratie athénienne de théâtrocratie, c’est-à-dire de pouvoir politique se mettant en scène à travers le théâtre et la parole publique. L'expression a été réactualisée par l'ethnologue français Georges Balandier en 1992 pour décrire la médiatisation de la vie politique dans les démocraties contemporaines.
Enfin, la sémiologie et de la sémiotique vont fournir aux philosophes et aux critiques de nouveaux outils d'analyse pour étudier le phénomène, en distinguant ce qui relève de l'information et de la communication voire de la propagation (contre la résistance d'autres idées et valeurs). Ces analyses ont à leur tour provoqué un regain d'intérêt pour la rhétorique et ses textes théoriques. il y a aussi place pour une vision médiologique qui insiste sur les dispositifs techniques de traitement des informations et l'organisation des groupes d'influence.